# Arrondissement de Missirah
L'arrondissement de Missirah est l'un des arrondissements du Sénégal. Il est situé dans le département de Tambacounda et la région de Tambacounda.
Il compte trois communautés rurales :
- communauté rurale de Dialacoto ;
- communauté rurale de Missirah ;
- communauté rurale de Néttéboulou.

Son chef-lieu est Missirah.
Missirah est une ville Diakhankaise appartenant à l’ethnie de la grande famille Mandingue. Située à 33 km de Tambacounda, sur la Route Nationale en direction de Kédougou, elle abrite la plus grande communauté Diakhankaise du Sénégal. Parmi les grandes familles de la ville, on retrouve les Sylla, Kaba, Gassama, et Kanté. Ce qui distingue particulièrement cette communauté, c’est son esprit d’autonomie : les habitants de Missirah ne comptent pas sur l’État pour leur développement, préférant s’organiser et investir par eux-mêmes.  D’après les derniers recensements, Missirah compte plus de 15 000 habitants.
Missirah est un modèle de résilience et de développement communautaire pour le Sénégal. En 2014, la ville a célébré son centenaire. Grâce aux contributions des enfants et des membres de la diaspora, la ville dispose aujourd’hui de trois écoles primaires, dont la dernière a été construite par les habitants eux-mêmes, ainsi que d’un collège et d’un lycée, érigés avec les efforts des braves fils de la ville. Par ailleurs, Missirah compte deux grandes mosquées, également bâties grâce aux contributions de la diaspora.
Missirah incarne ainsi un exemple inspirant de développement communautaire, montrant que, avec solidarité et détermination, une ville peut s’épanouir en mobilisant ses propres ressources.